# Erwin Ratz
Erwin Ratz   (Graz, 22 de desembre de 1898 - Viena, 12 de desembre de 1973) va ser un musicòleg i teòric musical austríac. És conegut especialment per la seva tasca com a president del Gustav Mahler Gesellschaft i pel seu llibre Einführung in die musikalische Formenlehre. Durant el govern nazi, va salvar la vida de diversos jueus austríacs refugiant-los al seu apartament durant diversos anys.

## Biografia
Entre 1918 i 1922, Ratz va estudiar musicologia amb Guido Adler a l'Institut de Musicologia de la Universitat de Viena. Al mateix temps (entre 1917 i 1920), va participar al seminari de composició d'Arnold Schönberg i va estar actiu al cercle de Schönberg. Entre els estudiants de Schönberg hi havia la pianista Olga Novakovic i Hanns Eisler, amb qui Ratz es va fer amic. Posteriorment, Ratz va fer totes les reduccions de piano, excepte una, per a Balladenbuch d'Eisler (1929–31). Per a Ratz, Schönberg va ser la personalitat i la influència centrals de la seva joventut, les seves lliçons van crear els fonaments crucials del pensament de Ratz. El 1918, en un intent de donar a conèixer l'obra de Schönberg a un públic més ampli, Ratz va organitzar "deu assajos públics per a la Simfonia de Cambra de Schönberg", una sèrie d'esdeveniments dels quals va sorgir l'Associació per a actuacions privades musicals el novembre de 1918.
El 1921-1922, per circumstàncies financeres reduïdes, va treballar a la Bauhaus de Weimar com a secretari. Tot i el seu temps relativament curt a la Bauhaus, aquest centre d'intensa vida artística també va tenir una gran influència a Ratz, a través de la varietat i la riquesa de les seves activitats i dels seus animats i complets esdeveniments artístics, que incloïen els darrers desenvolupaments musicals. Ratz va tornar a Viena el 1922 o el 1923.
Durant el període del govern nazi, Ratz va acollir diversos jueus i els va amagar al seu apartament, salvant-los la vida. Va rebre el suport de la seva antiga esposa, Lonny (Leonie) Ratz. El 2016, ambdós van ser reconeguts pòstumament per la seva resistència, rebent el títol de "Just entre les nacions de Yad Vashem".
Després de la Segona Guerra Mundial, va esdevenir professor de forma i anàlisi musical a l'Acadèmia de Música i Arts Escèniques de Viena ("Akademie für Musik und darstellende Kunst"; ara Universitat de Música i Arts Escèniques de Viena). També va treballar com a editor per a Universal Edition. El 1957 va rebre el títol de professor. Del 1949 al 1968 va participar (des del 1952 en una posició de lideratge) a la secció austríaca de la "International Society for Contemporary Music" (ISCM).
Ratz va guanyar fama internacional com a president de la "Gustav Mahler Gesellschaft" a Viena, i sobretot pel seu paper en la publicació de l'edició completa de les composicions musicals de Mahler. Tanmateix, a partir de 1960, Ratz va lluitar contra els esforços de Deryck Cooke i d'altres per crear edicions realitzables de la desena Simfonia inacabada de Mahler, insistint en articles i entrevistes que no es podria legitimar cap intent d'aquest tipus tenint en compte l'estat del projecte de Mahler.

## Introducció a la forma musical
Ratz també és conegut per la seva obra Einführung in die musikalische Formenlehre ("Introducció a la forma musical"), dedicada principalment a l'obra de Bach i Beethoven i que s'esforça per trobar punts en comú en els seus principis compositius. L'explicació i expansió de Ratz de les nocions de Schoenberg sobre la "idea bàsica" i la tipologia de temes (període i oració) constitueixen el fonament de la teoria de les funcions formals de William Caplin .